# Вернацца
Вернацца (итал. Vernazza) — небольшой городок в провинции Специя (Лигурия).
Население — 939 человек (2011).
Вернацца — один из пяти населённых пунктов Чинкве-Терре. Как на большинстве территории национального парка, в Вернацце запрещено движение автомобильного транспорта.
Покровительницей коммуны почитается святая Марина Антиохийская (итал. Santa Margherita d’Antiochia), празднование 20 июля.

## Галерея

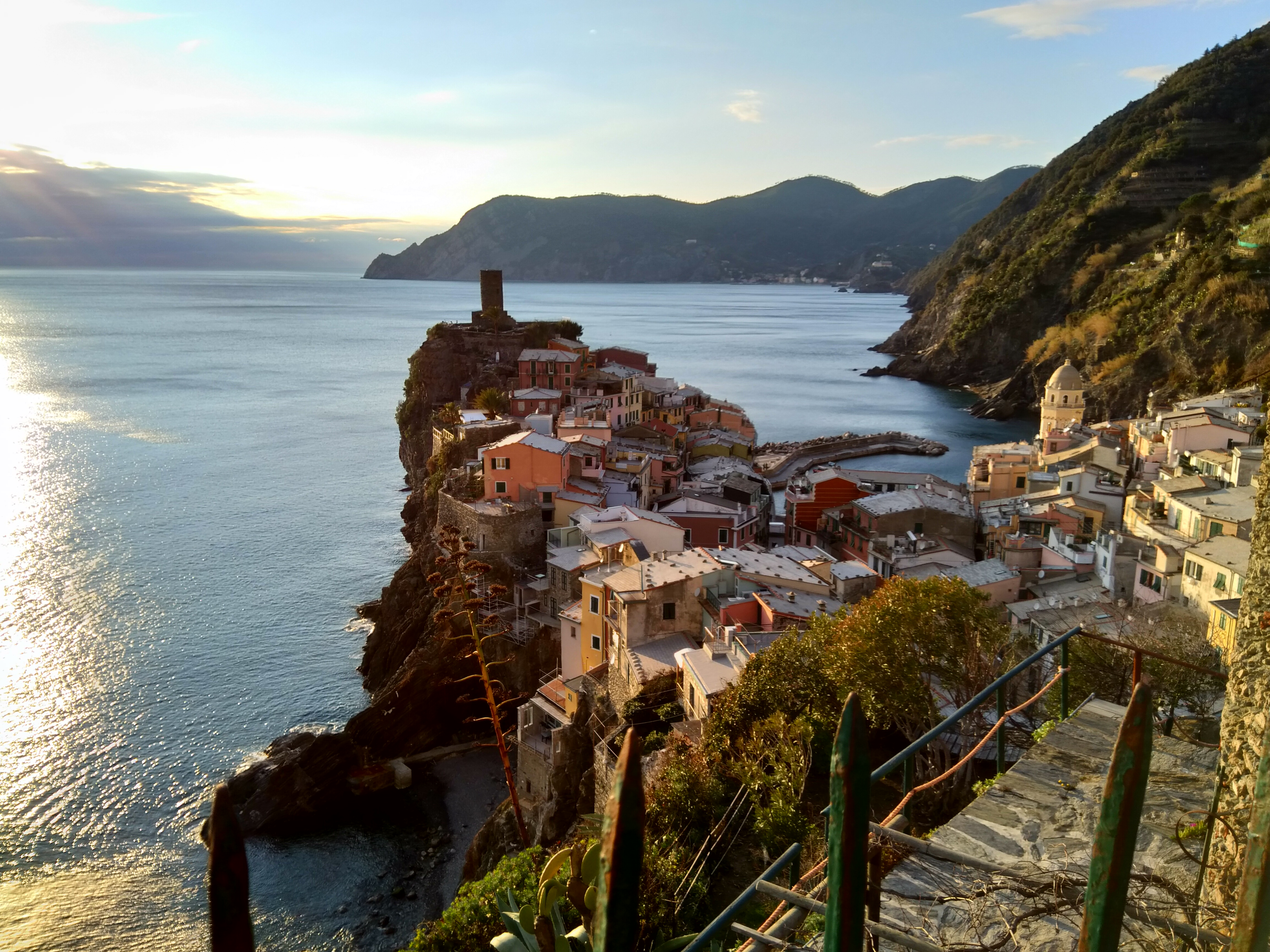
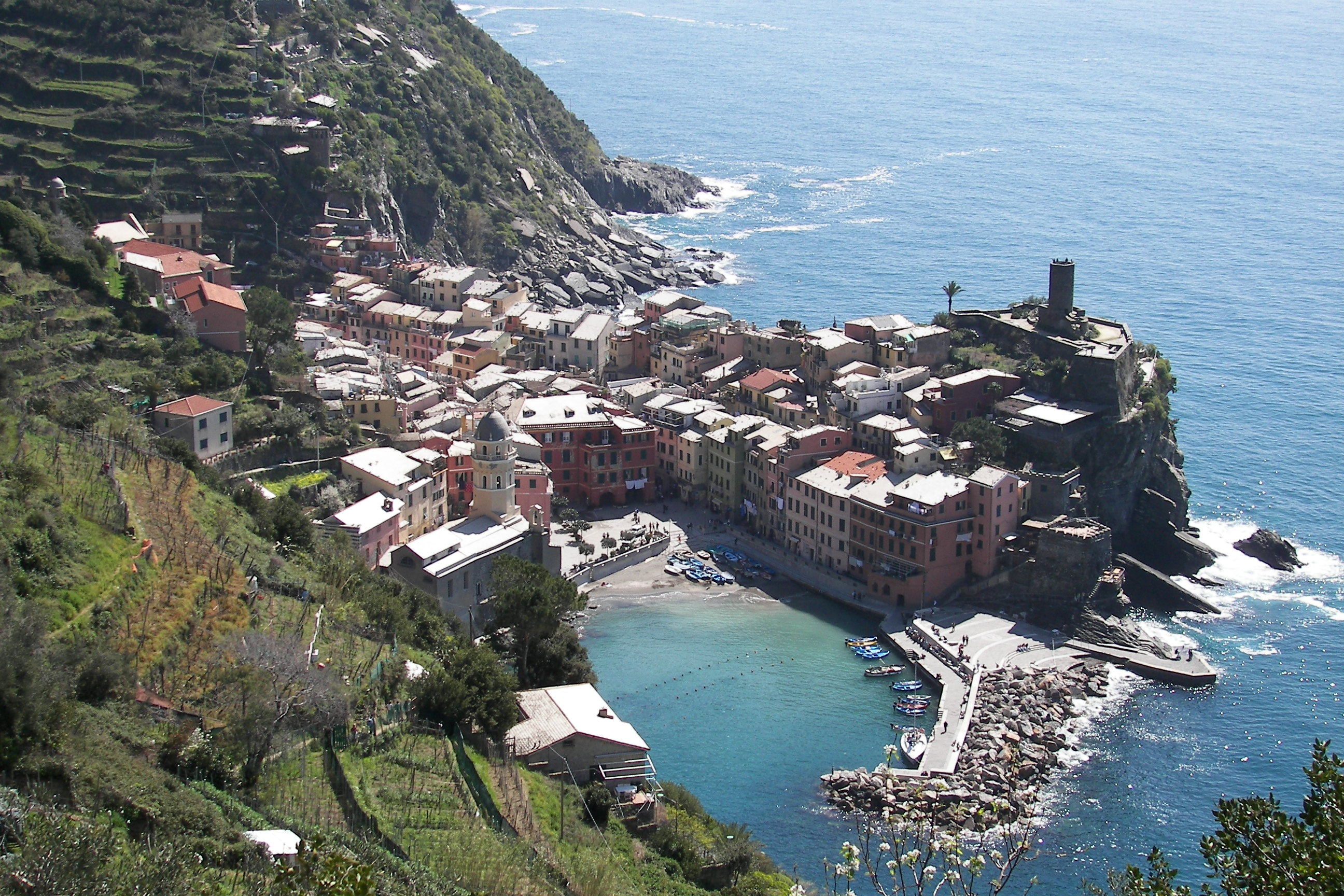
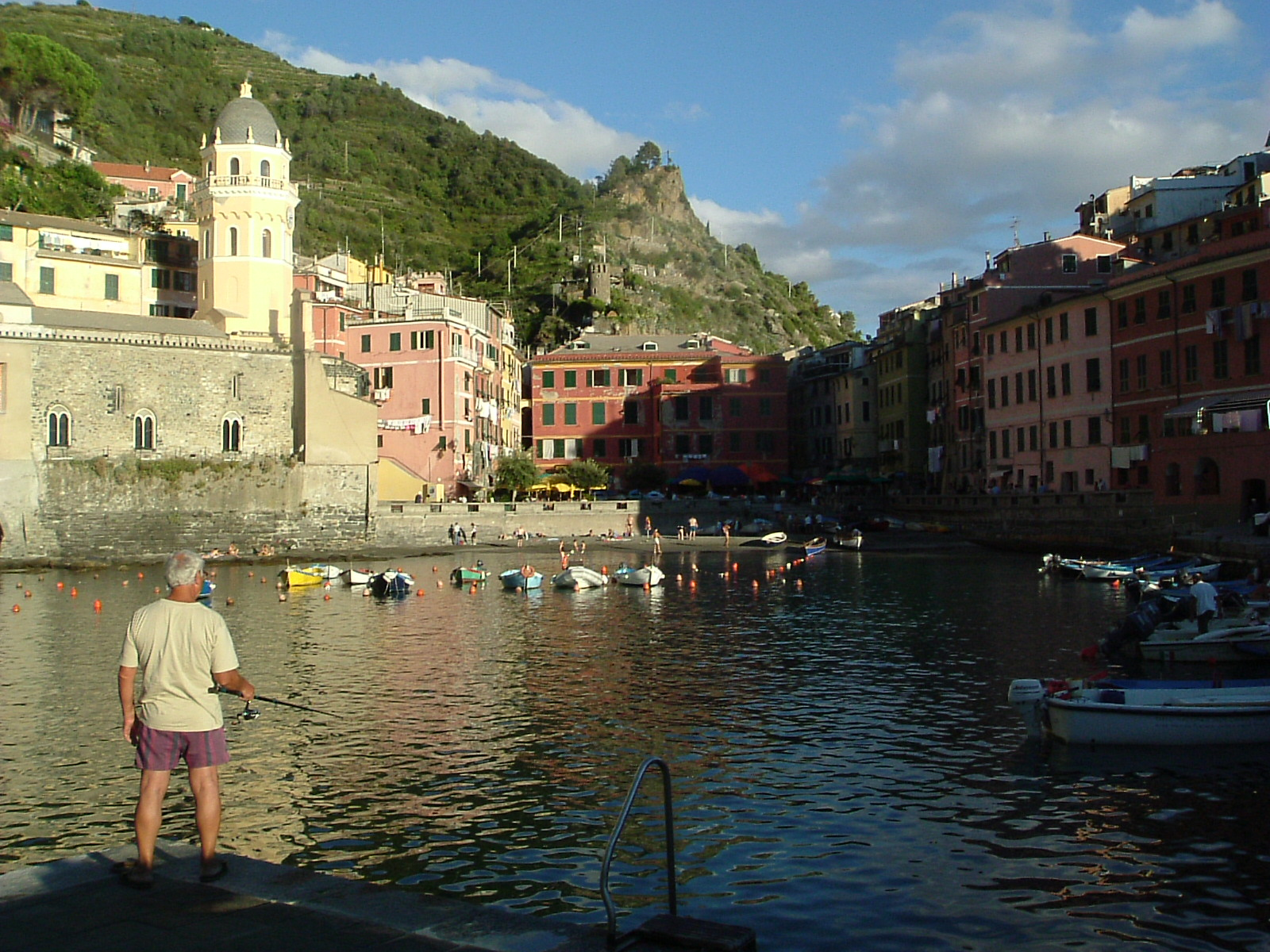
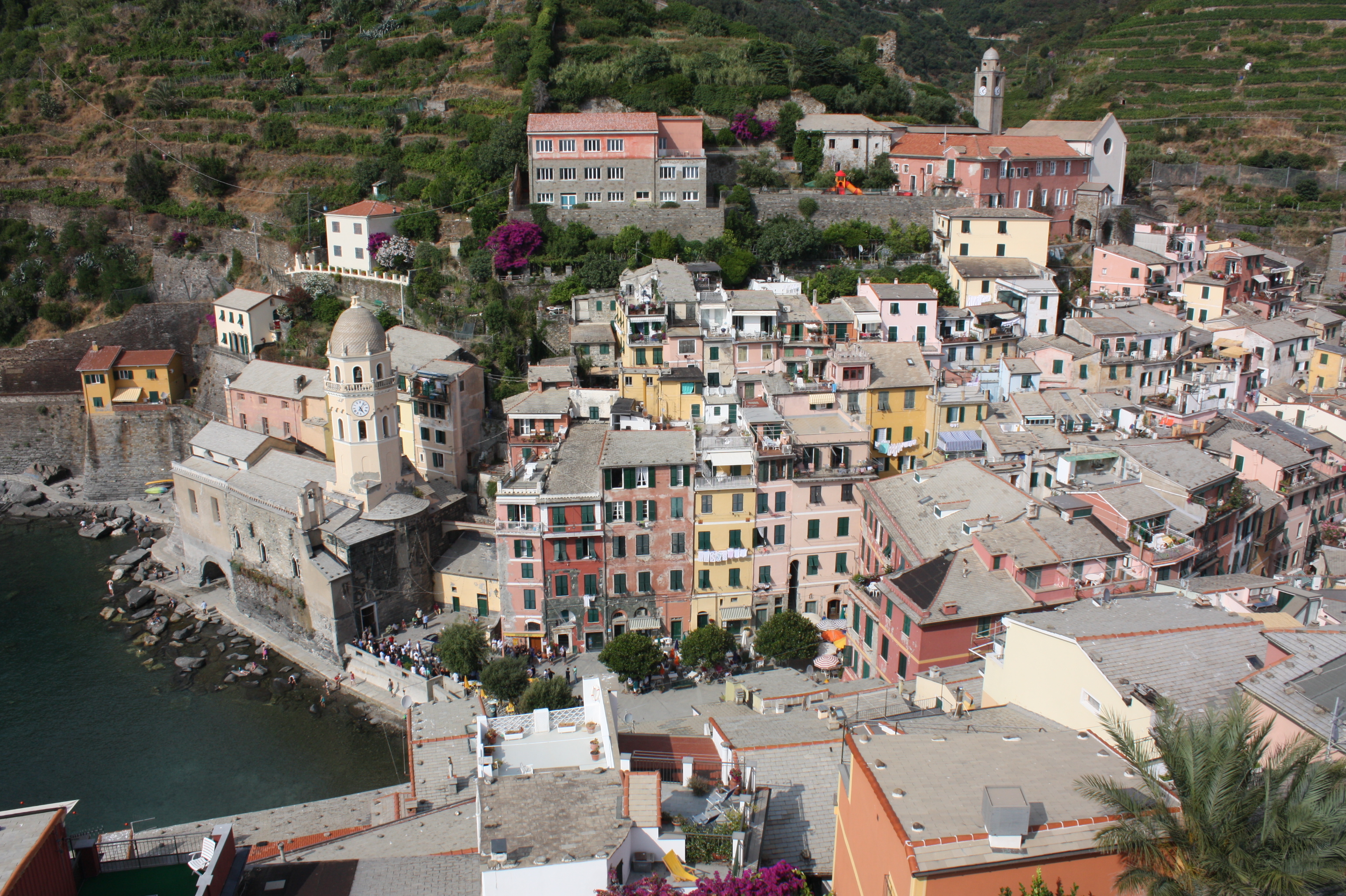